# Anthem (computerspel)
Anthem is een multiplayer actierollenspel ontwikkeld door BioWare. Het spel wordt uitgegeven door Electronic Arts en is op 22 februari 2019 uitgekomen voor de PlayStation 4, Windows en de Xbox One.